# أصول اليهودية
هذه المقالة تناقش الجذور التاريخية لليهودية خلال الالفية الأولى قبل الميلاد. أما بالنسبة لأصول الديانة اليهودية الحديثة، فأنظر أصول اليهودية الربانية.

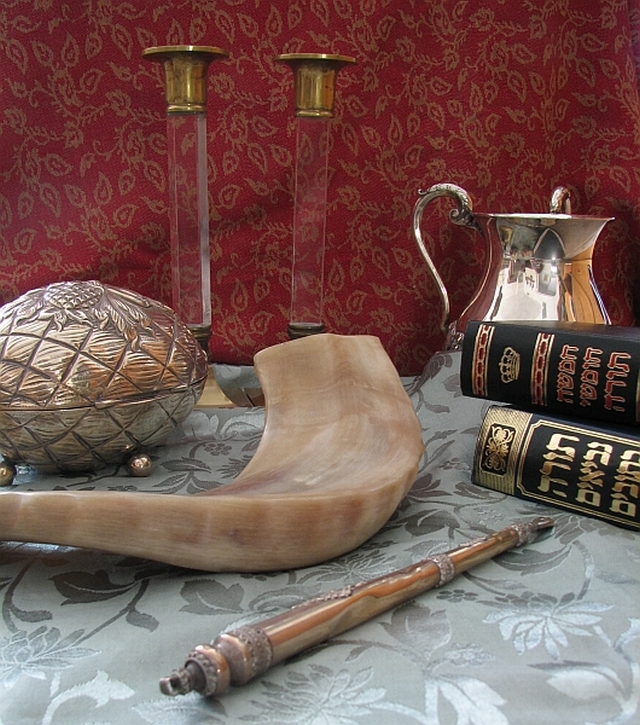
الفن اليهودي الشعائري (باتجاه عقارب الساعة من اعلى): شمعدان الشبات، كوب غسيل الايدي، التشوماش والتناخ، مؤشر التوراة، الشوفار، وصندوق الإيتروج.

تكمن أصول الديانة اليهودية في العصر البرونزي وسط الديانات السامية القديمة متعددة الآلهة، والتي تطورت بشكل خاص من الديانة الكنعانية القديمة متعددة الآلهة، ومن ثم تعايشت مع الديانة البابلية، وتوافقت عناصر المعتقدات البابلية مع عبادة يهوى كما انعكس ذلك في اسفار الأنبياء القديمة في الكتاب المقدس العبري.
أصبحت الديانة الإسرائيلية خلال العصر الحديدي الأول ديانة متميزة عن الديانة الكنعانية متعددة الآلهة التي انبثقت منها. ولقد بدأت هذه العملية بتطور الانتساب إلى الإله يهوى (العبادة الأحادية ليهوى)، الذي كان يعتبر أحد الآلهة الكنعانية، واعترفت بوجود الالهة الكنعانية الأخرى إلا انها قمعت عبادتها. وهذا المعتقد الأحادي رسَّخَ فيما بعد عقيدة توحيدية صارمة لعبادة يهوى وحده، مع رفض وجود كل الآلهة الأخرى سواء كانت كنعانية ام اجنبية.
لقد تم ثقل بعض الأفكار الموجودة مسبقاً والتي تتمحور حول يهوى عن طريق بعض الدوائر المسبية من مملكة يهوذا في بابليون، وذلك خلال فترة الاسر البابلي التي امتدت من القرن السادس حتى القرن الخامس قبل الميلاد (العصر الحديدي الثاني)؛ فأفكار مثل الأحادية الإلهية، والانتخاب، والشريعة الإلهية، والعهد قد تم صقلها داخل علم توحيدي صارم جاء ليهيمن على مملكة يهوذا السابقة خلال القرون اللاحقة.
تطورت ديانة بني إسرائيل إلى العديد من المدارس اللاهوتية الخاصة بيهودية الهيكل الثاني خلال الفترة من القرن الخامس قبل الميلاد وحتى العام 70 ميلادياً، وذلك إلى جانب اليهودية الهيلينية في الشتات. وذلك بالإضافة إلى ان إيمان الهيكل الثاني بيوم القيامة نجد له أوجه من التشابه مع الزرادشتية. فقد تم تنقيح نصوص الكتاب المقدس العبري إلى شكله الموجود حالياً في هذه الفترة وربما ايضاً قد تم تقنينه.
لقد تم تطوير اليهودية الربانية خلال العصور القديمة المتأخرة (من القرن الثالث الميلادي إلى القرن السادس الميلادي)؛ وقد تم تجميع النص الماسوري من الكتاب المقدس العبري والتلمود في هذه الفترة. وتعود اقدم المخطوطات الخاصة بالتراث الماسوري إلى القرنين العاشر والحادي عشر الميلادي، وذلك على شكل مجموعة مخطوطات حلب الخاصة بالأجزاء الأخيرة من القرن العاشر الميلادي، ومجموعة مخطوطات ليننجراد التي تعود إلى أعوام 1008-1009 ميلادي. ويرجع بشكل كبير ندرة المخطوطات القديمة الخاصة بالأعمال الربانية إلى الرقابة والحرق في العصور الوسطى الأوروبية. فأقدم نسخة كاملة بقيت من مخطوطات التلمود البابلي ترجع إلى تاريخ 1342 ميلادي.

## الانتماء إلى يَهَوِيِّة العصر الحديدي
انظر أيضا: تاريخ اليهود واليهودية
المقالة الرئيسية: اليهوية

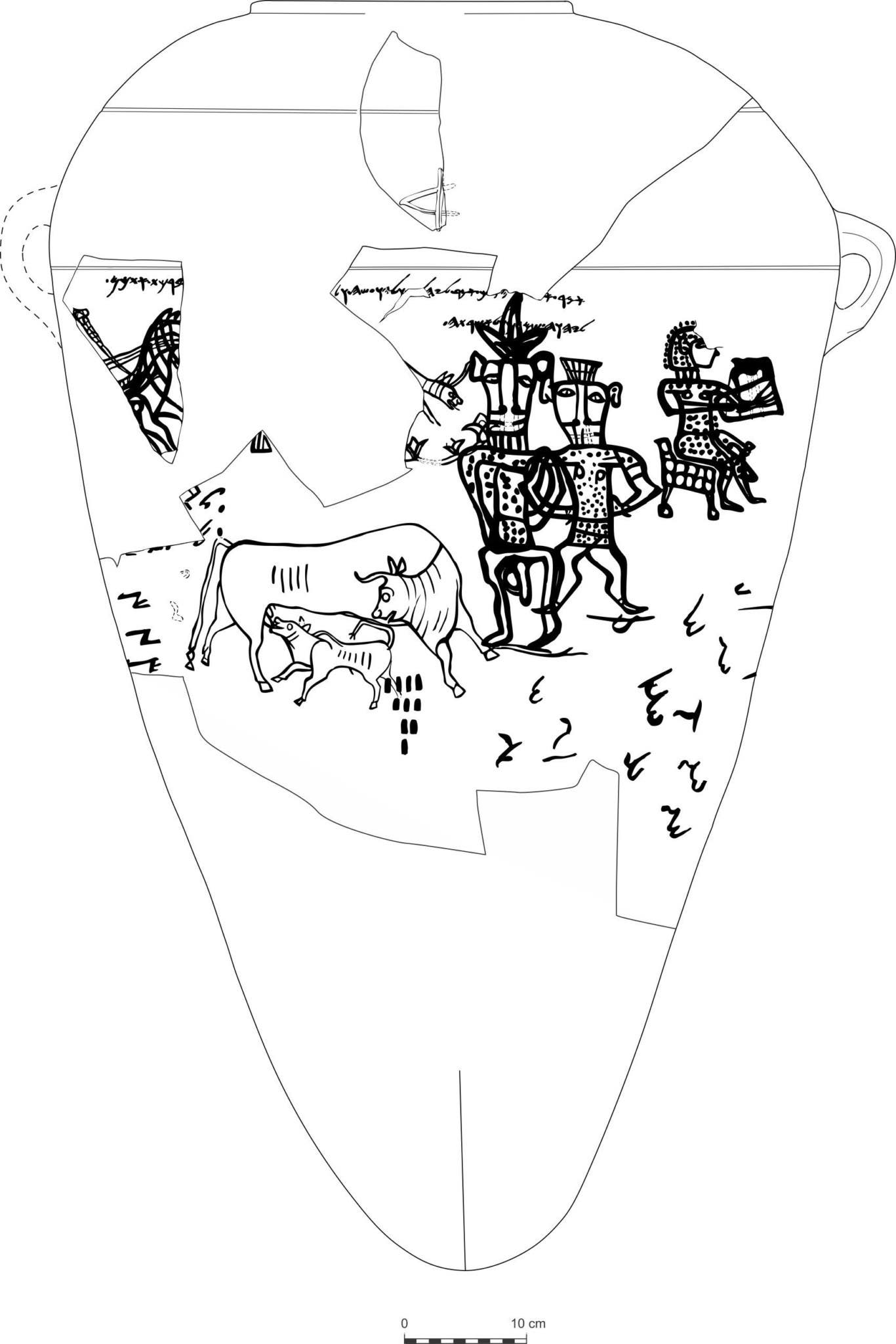
صورة من على شقفة فخار تم العثور عليها في كونتيلة عجرود بشمال سيناء بها نقش "يهوى مع قرينته عشيرة"

إن اليهودية لها ثلاثة عناصر أساسية مرتبطة ببعضها البعض: دراسة التوراة المكتوبة (أسفار التكوين، الخروج، اللاويين، العدد، التثنية)؛ الاعتراف بأن بني إسرائيل (ويتم تعريفهم بأنهم ذرية إبراهيم من حفيده يعقوب) هم شعب الله المختار باعتبارهم من يتلقى الشريعة على جبل سيناء؛ واشتراط ان بني إسرائيل يعيشون وفقاً لشريعة الله كما هي مذكورة في التوراة. ويرجع أصول ذلك إلى العصر الحديدي من مملكة يهوذا والهيكل اليهودي الثاني.
إن أول ظهور لممالك العصر الحديدي لإسرائيل (أو السامرة) ويهوذا كان في القرن التاسع قبل الميلاد. وتشترك المملكتين في يهوى بإعتباره الإله القومي لكلى المملكتان، ولهذا السبب يطلق على ديانتهم الديانة اليهوية.
إن غيرهم من الممالك الكنعانية المجاورة كان لكلاً منهم في ذلك الوقت إلهً قومياً من آلهة المجمع الإلهي الكنعاني: فقد كان كموش إله الموائبين، وملكوم إله بني عمون، وقوس إله الأدوميين، وما إلى ذلك. وكان الملك هو نائب الإله على الأرض في كل مملكة من هذه الممالك.
إن الآلهة القومية المختلف كانت إلى حد ما متساوية، مما يعكس حقيقة ان الممالك نفسها كانت إلى حد ما متساوية، وكان لكل مملكة زوج إلهي يتكون من الإله القومي وقرينته – يهوى والإلهة عشيرة في إسرائيل ويهوذا – يرأسون مجمعاً إلهياً من آلهة اصغر.
أصبحت مملكتي إسرائيل ويهوذا في أواخر القرن الثامن قبل الميلاد تابعتين للمملكة الآشورية، وبالتالي ملتزمتين بمعاهدات ولاء من جهة وحماية من جهة أخرى. وعندما تمردت مملكة إسرائيل في عام 722 قبل الميلاد تم تدميرها، وفر اللاجئين من هذه المملكة إلى يهوذا، واحضروا معهم الاعتقاد بأن يهوى (المعروف بالفعل لدى مملكة يهوذا) ليس فقط أهم إله في مجمع الآلهة، بل انه الإله الوحيد الذي ينبغي عبادته. وتبنت هذه الرؤية النخبة اليهودية من ملاك الأراضي، الذي اصبحوا في غاية القوة في دوائر البلاط الملكي في القرون التالية، وذلك عندما توجوا يوشيا البالغ من العمر ثمان سنوات على العرش (من 641 إلى 609 قبل الميلاد). وانهارت القوة الآشورية فجأة خلال فترة حكم يوشيا، وتولت حركة مؤيدة لاستقلال يهوذا عن الحكم الأجنبي والولاء ليهوى بإعتباره الإله الوحيد لبنى إسرائيل. ومع تأييد يوشيا لحركة «يهوى وحده» انطلقت حركة اصلاحية شاملة للعبادة، تضمنت العهد بين يهوذا ويهوى الذي حل محل العهد الذي كان بين يهوذا وآشور.
إن يهوى بحلول الوقت الذي حدث فيه ذلك قد استوعب بالفعل الخصائص الإيجابية للآلهة والإلهات الأخرى من المجمع الإلهي، وتلك كانت عملية استيلاء باعتبارها خطوة أساسية من خطوات ظهور واحدة من ابرز السمات اليهودية بعد ذلك، ألا وهي عقيدة التوحيد التي لا هوادة فيها. ومع ذلك كان الشعب القديم من بني إسرائيل ويهوذا ليسوا من اتباع اليهودية: فقد كانوا يمارسون ثقافة تعدد الآلهة من عبادة تهتم بالخصوبة والاضرحة والاساطير المحلية، وليسوا مع التوراة المكتوبة، أو القوانين التفصيلية التي تحكم طقوس التطهير، أو العهد الحصري والإله القومي.

## الهيكل اليهودي الثاني
المقالة الرئيسية: الهيكل اليهودي الثاني
لمزيد من المعلومات: اليهودية الهيلينية ويهوه

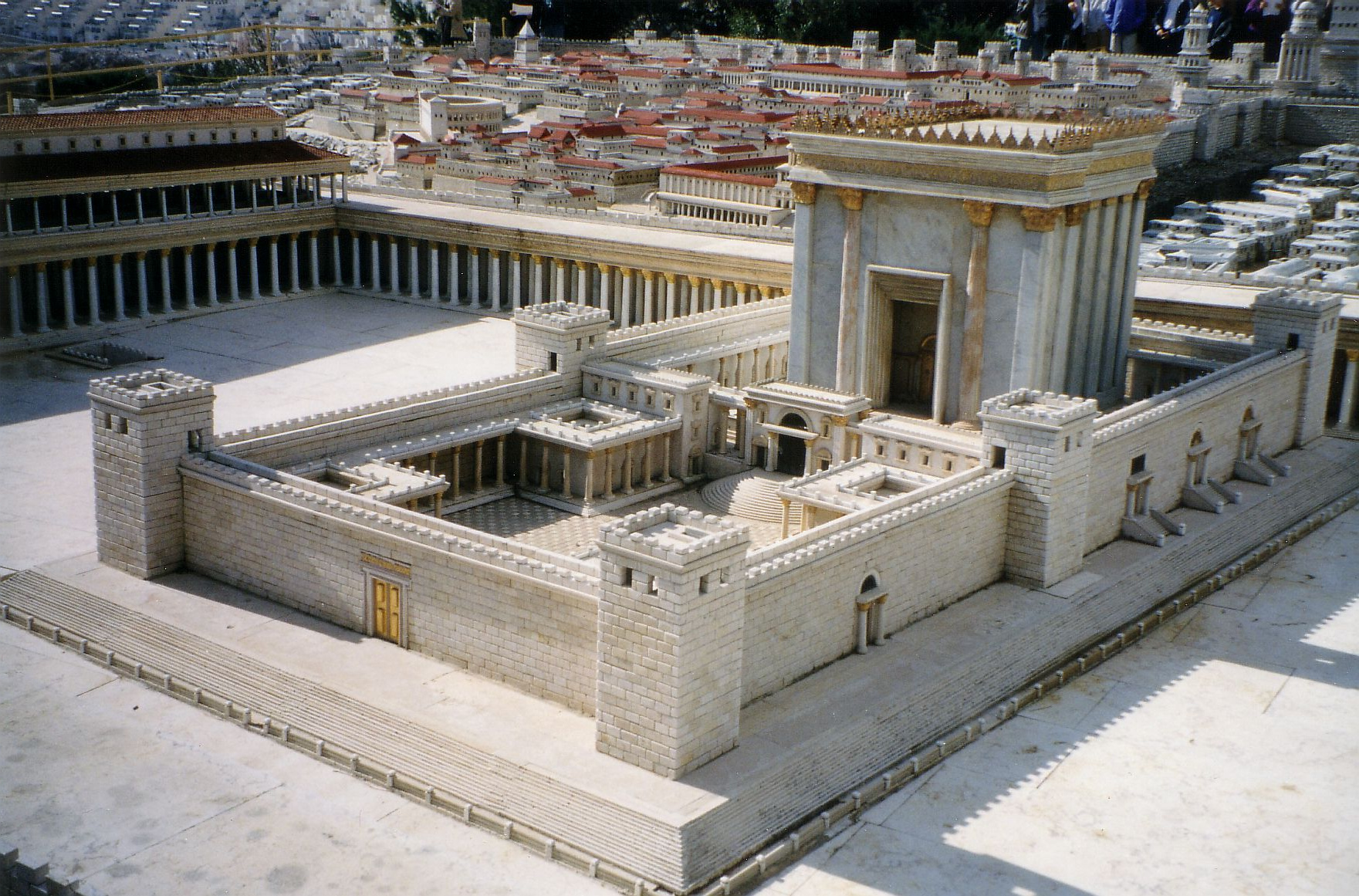
نموذج للهيكل اليهودي الثاني، يظهر من خلاله الساحات والحرم المقدس، كما هو موصوف في التلمود.

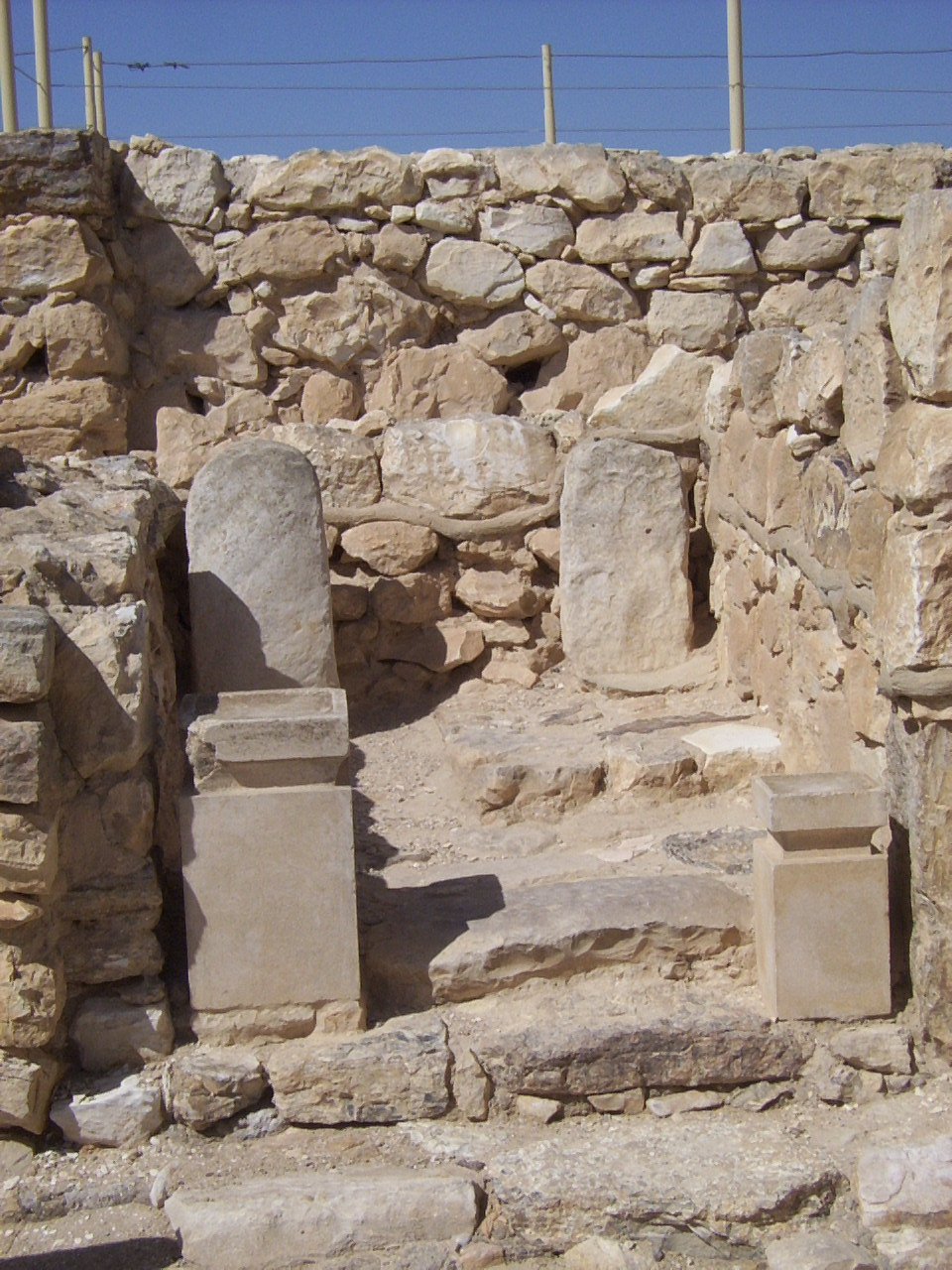
قدس الأقداس في هيكل مدمر في تل عراد، بعمودين من البخور ومسلتين، أحدهما ليهوه والآخر لعشيره، على الأرجح. ربما تم تدمير الهيكل كجزء من إصلاحات يوشيا ملك يهوذا.

قام البابليون بتدمير مدينة القدس عام 586 قبل الميلاد، وتم سبي النخبة اليهودية من العائلة الملكية، والكهنة، والكتبة، وغيرهم من افراد النخبة إلى الاسر البابلي. وهؤلاء لم يكونوا يمثلون إلا نسبة قليلة من تعداد السكان، واستمرت يهوذا من بعد شفائها من آثار الحرب مباشرة حياة لم تختلف كثيراً عما كانت عليه من قبل. وسقطت بابليون في ايدي الفرس عام 539 قبل الميلاد؛ وانتهى السبي البابلي وعاد عدد من المنفيين إلى مدينة القدس، ولا يعنى ذلك بأي حال من الاحوال عودة جميع المنفيين، بل ربما الأقلية. وهؤلاء كانوا من نسل المنفيين الأصليين، وعلى الرغم من انهم لم يعيشوا من قبل ابداً في يهوذا؛ إلا ان مؤلفين التراث التوراتي كانوا يعتبرون انهم هم «بني إسرائيل» وليس الذين ظلوا في الأرض ولم يتم سبيهم. والآن تم إطلاق اسم يهود على يهوذا وأصبحت ولاية فارسية، واصبح العائدون بحكم صلاتهم الفارسية في بابليون هم من يحكمونها. وكانوا يمثلون ايضاً احفاد حركة «يهوى وحده» القديمة، إلا ان الدين الذي اقاموه كان مختلفاً كثيراً عن كلاً من اليهوية الملكية، واليهودية الحديثة. وتضمنت هذه الاختلافات مفاهيم كهنوتية جديدة، واستجد التركيز على القوانين المكتوبة وبالتالي على الكتاب المقدس، وزاد الاهتمام بالحفاظ على الطهارة من خلال منع الزواج من خارج هذا المجتمع الجديد الخاص «ببني إسرائيل».
رجع حزب «يهوى وحده» إلى مدينة القدس بعد غزو الفرس لبابليون، واصبحوا هم النخبة الحاكمة في يهود. وقاموا بتجميع أجزاء كثيرة من الكتاب المقدس العبري، ومراجعتها وتحريرها في القرن الخامس قبل الميلاد، بما في ذلك التوراة (اسفار التكوين، والخروج، واللاويين، والعدد، والتثنية)، الأعمال التاريخية، وكثيراً من الادب النبوي والحكمة. ويروي الكتاب المقدس اكتشاف كتاب شرعي في معبد القرن السابع قبل الميلاد، والذي يعتبره غالبية العلماء شكلاً من اشكال سفر التثنية ويعتبرونه محور تطور الكتاب المقدس. وقام يهود الشتات المصري بترجمة مجموعات متزايدة من الكتب المقدسة إلى اللغة اليونانية في الفترة الهيلينية، بينما كتب اليهود البابليين حكايات البلاط الملكي في سفر دانيال (الفصول من 1-6 من سفر دانيال، والفصول من 7-12 تمت إضافتهم لاحقاً)، واسفار طوبيا واستير.
لقد تم تقسيم يهودية الهيكل الثاني إلى عدة فصائل لاهوتية، لاسيما الفريسيون والصدوقيون، بجانب العديد من الطوائف الأصغر مثل الأسينيين، والحركات المسيحية مثل المسيحية المبكرة، والتراث وثيق الصلة باليهودية مثل السامرية (التي تعطينا من خلالها اسفار موسى الخمسة السامرية شاهد مهم من نصوص التوراة المستقلة عن النص الماسوري).

## تطور اليهودية الربانية
المقالة الرئيسية: اليهودية الربانية
للمزيد من المعلومات: تانيم، أموريم، التلمود، واصول المسيحية.

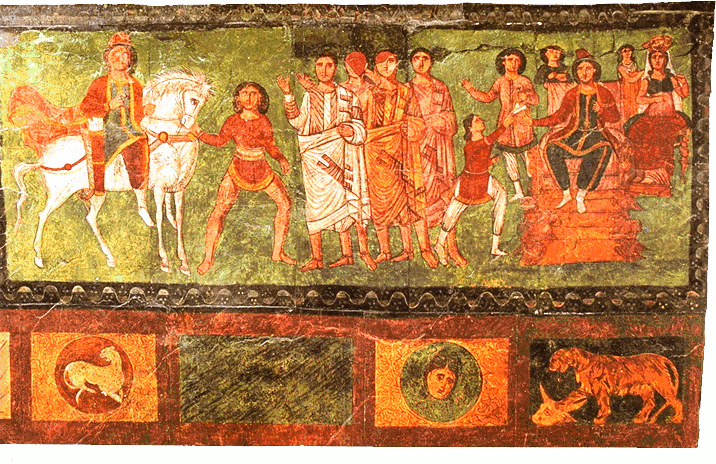
مشهد من سفر استير يزين كنيس دورا اوروبوس الذي يعود إلى 244 ميلادياً.

لقد ظل المفهوم التقليدي لمدة قرون عن اليهودية في انها جاءت قبل المسيحية وان المسيحية انفصلت عن اليهودية بعد فترة من زمن تدمير المعبد الثاني في عام 70 ميلادياً. إلا ان بعض العلماء جادلوا في ان النظرة التاريخية حول هذا الموضوع أكثر تعقيداً من ذلك بقليل، وذلك بداية من النصف الثاني من القرن العشرين.
كان يوجد في القرن الأول الميلادي كثير من الطوائف اليهودية التي دخلت في صراع مع بعضها البعض؛ انظر يهودية المعبد الثاني. وما كانت طائفة عبادة بني إسرائيل التي في النهاية أصبحت يهودية ربانية والطائفة التي تطورت إلى المسيحية المبكرة إلا تراث ديني إسرائيلي منفصل. ولذلك بدأ بعض العلماء في افتراض نموذج يستبصر ولادة توأميه للمسيحية والربانية اليهودية، وذلك بدلاً من تطور وانفصال المسيحية عن اليهودية الربانية. وتزايد بين العلماء القبول بفكرة انه (بنهاية القرن الأول الميلادي لم يكن قد ظهر بعد ديانتين منفصلتين باسم «اليهودية» واسم «المسيحية»). ويقترح المؤرخ الديني دانيال بويارين مفهوماً منقحاً عن التفاعل بين المسيحية الوليدة واليهودية الربانية الوليدة في أواخر العصور القديمة التي ترى الديانتين باعتبارهما متشابكتين بشكل مكثف ومعقد طوال هذه الفترة.
إن الامورايم هم العلماء اليهود في العصور القديمة المتأخرة الذين دونوا القوانين والنصوص التوراتية وعلقوا عليها. وحدثت اخر مرحلة من مراحل تنقيح التوراة في شكلها النهائي من خلال القرن السادس الميلادي، وذلك عن طريق علماء يُعرفون باسم السافورايم. وهذه المرحلة تختتم عصر حكماء الشازال المؤسسين لليهودية الربانية.